# Металопрокатний завод у Ябруд
Металопрокатний завод у Ябруд – підприємство чорної металургії Сирії, майданчик якого знаходиться північніше від столиці країни Дамаску.
Компанія Middle East Steel Industries обрала для свого заводу район Ябруд у провінції Дамаск. Підприємство почало діяльність не пізніше 2006 року та мало виробничу потужність у 140 тисяч тон арматури на рік.
В 2014-му під час громадянської війни у Сирії завод зупинився та станом на 2019 рік так і не відновив роботу.